# Jan Balet
Jan Balet (* 20. Juli 1913 in Bremen; † 31. Januar 2009 in Estavayer-le-Lac (Schweiz)) war ein deutsch-US-amerikanischer Maler, Zeichner und Illustrator. Beeinflusst von der Stilrichtung Naive Kunst arbeitete er vor allem als Grafiker und Illustrator von Kinderbüchern, daneben als Maler naiv-absurder Bilder mit die Komposition beherrschenden, flächig angelegten, meist männlichen Figuren in der Kleidung des Fin de Siècle vor Hintergründen, die trotz genauer perspektivischer Konstruktion unwirklich erscheinen (Peter Wiench, Allgemeines Künstlerlexikon).

## Leben

### Kindheit
Balet war Sohn deutsch-holländischer Eltern. Nach der Trennung seiner Eltern zog er 1916 als 3-Jähriger mit seiner Mutter, geborene Eggert, zu seinen Großeltern nach Langenargen an den Bodensee. Sein Großvater war Oberjustizrat Eduard Eggert, sein Onkel der Maler und Illustrator Benno Eggert. Im Hause seines Großvaters verkehrten damals viele bekannte Persönlichkeiten, unter anderem die Maler Hans Purrmann, Karl Caspar, Maria Caspar-Filser (Cousine seiner Mutter), der Schriftsteller Martin Andersen Nexø, der schwäbische Dichter Wilhelm Schussen sowie der elsässische Dichter und Schriftsteller Oskar Wöhrle, Balets Taufpate. 1920 verkaufte sein Großvater das Haus in Langenargen und sie zogen nach Friedrichshafen um.

### Schulzeit
Balet wurde 1920 in der Volksschule Friedrichshafen eingeschult. Nach dem Tod seines Großvaters 1926 wurde Balet, weil seine Mutter und seine Großmutter nicht mehr mit ihm zurechtkamen, in die Schule Schloss Salem geschickt. Der Aufenthalt dauerte nicht lange. Als 14-Jährigen schickten sie ihn 1927 nach München in das Hansa-Heim, ein streng katholisches Haus. Dort besuchte er tagsüber das Alte Realgymnasium in Schwabing. Balet verließ vor Abschluss der sechsten Klasse die Schule, um eine Lehre in einem Malerbetrieb in Bogenhausen zu machen, die er nach dem 2. Lehrjahr vorzeitig beendete.

### Studium
Mit 17 Jahren zog er 1929 auf Einladung seines Vaters zu ihm nach Berlin und studierte an der Kunstgewerbeschule Ost am Schlesischen Bahnhof und lernte das Zeichnen. 1930 zog er wieder zurück zu seiner Mutter und seiner Großmutter, die zwischenzeitlich nach München umgezogen waren. Nach dem Rauswurf aus der Kunstgewerbeschule München wurde er 1932 in der Privatschule des Professors Ege untergebracht, einer Schule für Gebrauchsgrafik. Nebenher arbeitete Balet in einer Lithographieanstalt und für das Volkskunsthaus Wallach. Mit 19 Jahren mietete Balet sein erstes kleines Atelier, in dem er handkolorierte bayerische Trachten-Holzschnitte herstellte und erfolgreich verkaufte. Er schaffte 1934 die Aufnahmeprüfung auf die Akademie der Bildenden Künste München und lernte bei Olaf Gulbransson zeichnen.

### Emigration in die USA
1938 wurde er zum Militär eingezogen. Da sein Ahnenpass nicht vollständig vorlag, durfte er die Akademie der Bildenden Künste München nicht mehr besuchen. Balet emigrierte 1938 in die USA, ließ sich in New York nieder und verdiente seinen Unterhalt zunächst mit dem Bemalen von Bauernmöbeln, einen Winter als Skilehrer in Vermont und mit Gelegenheitsjobs als Werbegrafiker. Unter anderem malte er die Kantine des größten New Yorker Kaufhauses R. H. Macy aus. Er heiratete die junge Irin Bertha Quinn. 1940 wurde sein Sohn Peter geboren. Ab und zu machte Balet Zeichnungen für die Modezeitschrift Mademoiselle und trat dort 1943 die Nachfolge des Art Directors an. Über einen Agenten kam Balet an so viele Aufträge als Werbegrafiker, dass er seine Anstellung aufgab und sich selbständig machte. Er arbeitete im Auftrag der Radiostation CBS, für Zeitschriften wie Vogue, House and Garden, House Beautiful, Saturday Evening Post, Glamour, Good Housekeeping, This week und viele andere. Als 1945 der Krieg in Europa zu Ende war, erwarb Balet die amerikanische Staatsbürgerschaft. Sein Sohn war 5 Jahre alt, als seine Frau mit dem Buben zu ihren Eltern zog und Balet und seine Frau Bertha Quinn sich scheiden ließen. Balet pendelte zwischen seinem Atelier in New York und einem alten in den Dünen gelegenen Bootshaus in Montauk, Long Island, das er als Atelier umgebaut hatte. Er malte und zeichnete. Damals machte er auch sein erstes Kinderbuch Amos and the moon, das 1948 erschien. Als das Reisen nach Europa nach dem Krieg wieder möglich war, besuchte Balet das erste Mal seit seiner Auswanderung wieder seine Mutter und seine Großmutter in München und verbrachte anschließend zwei Monate in Paris. Der Aufenthalt in Paris war für seine künftige Arbeit sehr inspirierend. 1949 starb seine Großmutter im Alter von 93 Jahren. Seine Großmutter war ihm "der wichtigste und liebste Mensch" im Leben. Um diese Zeit lernte er das amerikanische Fotomodell Lisa Tallal kennen, das er zum Medizinstudium überredete. Balet verkaufte das Bootshaus und fand in Brookville, ebenfalls auf Long Island aber näher an New York, sein Traumhaus, ein altes Bauernhaus. Lisa und er heirateten nach ein paar Jahren. Balet kam kaum noch zum Malen, denn er musste mit Gebrauchsgrafik Geld verdienen, um den immer aufwendiger werdenden Lebensstil seiner Frau zu finanzieren. Auf ihren Reisen nach Europa und Mexiko fotografierte Balet viel, da zum Zeichnen nicht genügend Zeit war. Balet malte seinen Stil, obwohl damals in Amerika Abstrakt, Op-Art und Popart gefragt waren. 1963 starb seine Mutter, und er erbte das Haus in München. 1964 wurde er als ehemaliger Schüler des Olaf Gulbransson von der Stadt München eingeladen, im Pavillon Alter Botanischer Garten Stachus auszustellen. Ein Teil dieser Ausstellung bestand aus seinen gebrauchsgrafischen Arbeiten, seinen Kinderbüchern und Illustrationen, der andere Teil aus seinen Bildern. Die Bilder wurden nach guten Kritiken alle verkauft. Das bestärkte Balet, in seiner Art weiterzumalen.

### Rückkehr nach Europa
1966 trennte sich Balet von seiner Fau Lisa und kehrte nach München zurück. Er fing wieder an, Bilderbücher zu machen und malte, um die auf Reisen gesammelten Eindrücke umzusetzen. Er arrangierte eigene Ausstellungen in München und verkaufte seine Bilder. 1973 siedelte er mit seiner damaligen Partnerin Claudia, die eigentlich Gerda C. Foth hieß, nach Frankreich in den Ort La Landelle in der Nähe von Paris. Er lebte nun in dem Land, das ihn schon immer am meisten inspiriert hatte. Er hatte zunehmenden Erfolg mit der Malerei und brauchte keine Gebrauchsgrafik mehr zu machen. 1976 erhielt Balet den Auftrag der Kunsthandlung Circle Fine Art Corporation, jährlich eine Anzahl Lithografien in der Schweiz zu machen. Der Kunsthändler arrangierte mehrere Ausstellungen dieser Lithografien in verschiedenen Ländern, zunächst im Rahmen einer großen Kunstausstellung in Paris. 1978 zogen Balet und seine Frau Claudia nach Estavayer-le-Lac am Neuenburgersee in der Schweiz, um nicht so weit zum Lithografieren nach Zürich fahren zu müssen. Zufällig stammen seine Vorfahren väterlicherseits aus der Gegend, nämlich aus Grimisuat im Wallis. Dort heißt die halbe Einwohnerschaft Balet.

## Werk

### Eigene Publikationen (Kinderbücher und Skizzenbücher)
- 1948 Amos and the moon, Henry Z. Walck Verlag New York
- 1949 Ned, Ed and the lion
- 1951 What makes an orchestra
- 1959 The five Rollatinis, J. B. Lippincott Co. Verlag New York
- 1965 Joanjo, Pharos Verlag Basel
- 1966 Das Geschenk Eine portugiesische Weihnachtsgeschichte, Betz-Verlag München
- 1967 Der König und der Besenbinder, Betz-Verlag München
- 1969 Der Zaun, Otto Maier Verlag München
- 1969 Ladismaus, Betz-Verlag München
- 1979 Ein Skizzenbuch, Windecker Winkelpresse
- 1980 Katzen-Skizzen, Windecker Winkelpresse
- 1981 Skizzen-Paare, Windecker Winkelpresse
- 1981 Die Leihkatze oder Wie man Katzen lieben lernt, Windecker Winkelpresse (Autor: Otto Schönberger)
- 1982 Paris-Skizzen, Windecker Winkelpresse
- 1984 Hellas-Skizzen, Windecker Winkelpresse
- 1993 Wasser-Skizzen, Edition Toni Pongratz
- 1994 Die Zeppeline des Jan Balet, Zeppelin-Museum Friedrichshafen (Taschenbuch)
- 2008 Angekommen: Gedichte (Autor: Hans Skupy)

### Publikationen, die Jan Balet illustrierte
- 1945 Alarcon, P. A.: Tales from the Spanish, Allentown
- 1948 Hanle-Zack, D.: The golden ladle, Chicago-New York
- 1952 Wing, H.: Rosalinda, Chicago
- 1953 Wing, H.: The lazy lion, Chicago
- 1954 Jones, P.: Rumpelstiltskin, Chicago
- 1955 Jones, P.: Columbine, Chicago
- 1956 Jones, P.: Fair, brown and trembling, Chicago
- 1957 Bean blossom hill, Chicago
- 1958 King, M. B.: The birthday angel, Chicago
- 1959 King, M. B.: Papa Pompino, Chicago
- 1960 King, M. B.: The snow queen, Chicago
- 1960 Doyle, L.: Turkey and ham, New York
- 1962 Andersen, H. C.: The princess on the pea and other famous stories, New York
- 1963 Dickens, Ch.: The magic fishbone and other famous stories, New York
- 1963 Selden, G.: Mice, monks and the christmas tree, New York
- 1964 Rossetti, C.: Adding a poem, New York
- 1967 Just one me, Chicago
- 1968 Krüss, J.: Ein-, Eich- & Mondhorn, München
- 1986 Schönberger, O.: Die Leihkatze oder wie man Katzen lieben lernt, Frankfurt

### Preise und Auszeichnungen
- 1947 Gold Medal, Art Directors Club of New York
- 1948 Best of Industry, Direct Mail Award
- 1948 Gold Medal, Art Directors Club of New York
- 1948 Merit Award, Art Institute of Chicago
- 1949 Merit Award, Art Institute of Chicago
- 1950 Merit Award, Art Institute of Chicago
- 1952 Award, Book Clinic, Chicago
- 1954 Merit Award, Art Directors Club of Chicago
- 1954 Award for Merit, Art Directors Club of New York
- 1954 Certificate of Excellence, American Institute of Graphic Arts, New York
- 1956 Award, Book Clinic, Chicago
- 1956 Gold Medal, Art Directors Club of New York
- 1956 Gold Medal, Art Directors Club of Detroit
- 1956 Silver Medal, Art Directors Club of Detroit
- 1957 Certificate of Excellence, Society of Typographic Arts, Chicago
- 1957 Certificate of Merit, Art Directors Club of New York
- 1958 Certificate of Excellence, Society of Typographic Arts, Chicago
- 1959 Certificate of Excellence, Society of Typographic Arts, Chicago
- 1959 Citation for Merit, Society of Illustrators, New York
- 1960 Citation for Merit, Society of Illustrators, New York
- 1960 Award, Book Clinic, Chicago
- 1962 Citation for Merit, Society of Illustrators, New York
- 1965 Grammy Award, Best Album Cover - Classical, Robert M. Jones (art director) & Jan Balet (graphic artist) for Saint-Saens: Carnival of the Animals/Britten: Young Persons Guide to the Orchestra conducted by Arthur Fiedler
- 1980 Prix d'honneur, Concours International de la Peinture Naive, Morges/Suisse
- 1981 Prix d'argent, Concours International de la Peinture Naive, Morges/Suisse

### Ausstellungen
- 1964 München, Pavillon Alter Botanischer Garten
- 1966 München, Pavillon Alter Botanischer Garten
- 1967 Berlin, Kunstamt Tiergarten
- 1968 Waiblingen, Rathaus
- 1969 Düsseldorf, Galerie Vömel
- 1971 Hamburg, Atelier Mensch
- 1972 Bremen, Paula-Modersohn-Becker-Haus
- 1972 Berlin, Galerie Niebuhr
- 1972 München, Pavillon Alter Botanischer Garten
- 1972 Düsseldorf, Galerie Vömel
- 1973 Hamburg, Atelier Mensch
- 1974 Zürich, Galerie Niggli
- 1975 Düsseldorf, Galerie Vömel
- 1976 Hamburg, Atelier Mensch
- 1976 Paris, FIAC
- 1977 Washington, ART Washington
- 1977 New York, Studio 53
- 1977 Basel, ART 77
- 1977 Bologna, Arte Fiera 77
- 1977 Knokke, Jacobean Gallery
- 1977 München, Galerie Schöninger
- 1977 San Francisco, Cory Gallery
- 1977 Marblehead, Quadrum Gallery
- 1977 Königstein, Galerie Spranger
- 1977 Köln, Galerie Orange
- 1978 Amsterdam, Galerie Hamer
- 1978 Washington, ART Washington
- 1978 Basel, ART 78
- 1978 Klosters, Galerie 63
- 1978 Los Angeles, Upstairs Gallery
- 1978 Long Beach, Upstairs Gallery
- 1978 Northridge, Upstairs Gallery
- 1978 Beverly Hills, Upstairs Gallery
- 1978 Orange County, Upstairs Gallery
- 1978 San Francisco, Cory Gallery
- 1978 Siegburg, Galerie Theisen
- 1978 Düsseldorf, Internationaler Kunstmarkt
- 1979 Verviers, Galerie Keuninckx
- 1979 Berlin, Galerie Wölffer
- 1979 Basel, ART 78
- 1979 München, Galerie Charlotte
- 1979 Düsseldorf, Galerie Vömel
- 1980 Hamburg, Atelier Mensch
- 1980 Morges, Galerie Pro Arte
- 1980 Ascona, Galleria Associazione Artisti
- 1980 Amsterdam, Galerie Hamer
- 1981 Oisterwijk, Galerie de Ganzerik
- 1981 Cartigny-Genève, Galerie L'Escapade
- 1982 Caracas, Galeria Contini
- 1982 Basel, Art 82
- 1982 Düsseldorf, Galerie Vömel
- 1983 Hamburg, Atelier Mensch
- 1983 Caracas, Galeria Contini
- 1983 Lima, Galeria Trapezio
- 1983 Langenargen, Museum
- 1984 München, Stadtmuseum
- 1985 New York, Circle Gallery
- 1986 New York, Jack Gallery
- 1987 Brüssel, International Centre of Naive Art
- 1988–1991 Boston, Chicago, Dallas, Houston, San Francisco, Miami, Los Angeles
- 1992 Tokio, Galerie Naif Tanaka
- 1994 Friedrichshafen, Zeppelinmuseum
- 1996 Nonnenhorn am Bodensee, Galerie Probst
- 1997 Asbach, Museum Kloster Asbach
- 1998 Zürich oder Bern, Galerie Zum Grauen Wind
- 1999 Zürich, Galerie Wolfsberg
- 1999 Rheinfelden, Haus Salmegg
- 2001 Zug, Altstadthaus
- 2002 München, Galerie Hell
- 2004 München, Galerie Hell
- 2008 Worb, Atelier Worb
- 2008 Bad Saulgau, Galerie "Fähre"
- 2019 Langenargen, Museum
- 2025 Herrenberg, Galerie der Stadt